# Paradoxostoma dispar
Paradoxostoma dispar is een mosselkreeftjessoort uit de familie van de Paradoxostomatidae. De wetenschappelijke naam van de soort is voor het eerst geldig gepubliceerd in 1855 door Fischer.